# Abel Minko Minko
Abel Minko Minko, né le 13 octobre 1966 à Oveng, département du Dja et Lobo, région du Sud, est un magistrat hors-hiérarchie premier groupe, secrétaire du conseil supérieur de la magistrature et conseiller à la coure suprême du Cameroun.

## Biographie

### Enfance, Débuts et Etudes
Abel Minko Minko, né le 13 octobre 1966 est un père de 04 enfants.

### Carrière
Abel Minko Minko intègre le corps de la Magistrature le 1er octobre 1983, comme Juge par intérim au Tribunal de Première Instance de Douala, puis le 24 août 1984, il est nommé Juge par intérim près le Tribunal de Première Instance de Yaoundé. Le 04 septembre 1987, il devient Président du Tribunal de Première Instance de Foumban. 04 ans plus tard, il accède à la Vice-Présidence de la Cour d’Appel du Littoral où il officiera pendant 10 ans avant d’être nommé le 21 novembre 2001 à la Cour d’Appel du Centre dans les mêmes fonctions. Le 13 décembre 2002, il est nommé Président de la Cour d’Appel de l’Extrême-Nord. Le 18 novembre 2008, il devient, à la faveur du décret n°2008/386 du 18 novembre 2008, membre suppléant du Conseil Supérieur de la Magistrature. Le 08 juillet 2010, il est Président de la Cour d’Appel du Littoral. Le 07 juin 2017, il est nommé Conseiller à la Cour Suprême,. Le 15 juin 2020 il est nommé par le décret n°2020/316 du 15 juin 2020, secrétaire du conseil supérieur de la magistrature.
En dehors de ses fonctions judiciaires, Abel Minko Minko est auteur de l'ouvrage intitulé Les voies d'exécutions dans l'espace OHADA: le cas du Cameroun.

### Articles Connexes
- Mbah Eric Mbah
- Mamouda Ali Lariski
- Claire Atangana Bikouna